# 十字包
十字包（英語：Hot cross bun）是一种添加了香料的甜味的面包，面包中有黑加倫子或葡萄干，面包上面有一个十字形符号。很多地区都有在耶稣受难日吃这种面包的传统，比如英国、爱尔兰、澳大利亚、新西兰、加勒比海、南非、印度和加拿大。但是现在有些地方全年可以买得到这种面包。在澳洲，热十字包一般早在新年或圣诞节之后就开始出售了。

## 历史
在许多传统的基督教国家，从忏悔星期二的傍晚（圣灰星期三之前）到耶稣受难日的中午，人们一般会食用不含乳制品的小面包（大斋节期间禁食乳制品直到棕榈周日），通常是趁热或刚烤好的时候吃。
古希腊人可能曾经在蛋糕上做十字形记号。
在伊丽莎白一世治下的英格兰，1592年，伦敦市场官员颁布了一项法令，禁止销售热十字包及其他含香料的面包，除了个别场合，如葬礼、耶稣受难日或圣诞节。违反此项法令的惩罚是没收所有违禁食品，并送给穷人。由于这项法令，那段时期热十字包主要在家庭厨房制作。在那之后，詹姆斯一世及六世的英格兰和的苏格兰（1603-1625）也曾试图禁止这类面包的销售。

## 迷信说法
英国民间传说有许多关于热十字包的迷信说法。其中一种说法是在耶稣受难日当天烘培并供应的面包在接下来那一整年都不会变质。还有传言劝人们留一块面包，因为生病的人要是吃一块面包病情就会好转。
1884年，夏威夷一份报纸刊登了一个广告，将在耶稣受难日销售热十字包。
传说与他人分享热十字包可以保证下一年友情不变。那时常说“给你一半给我一半，我们俩个友情不变”，因此还有说法是一次只能烤一个面包。还有人说因为面包上有个十字，吃之前要吻一下那个十字。如果带着热十字包出海还可以防止海难发生。挂一个热十字包在厨房，家里就不会发生火灾，并且保证烤出来的面包都很棒。挂着的包一年换一次。

## 其他版本
英国的主要超市都制作与传统口味略微不同的热十字包，如太妃口味、橙汁蔓越莓口味以及苹果肉桂口味。
在澳大利亚和新西兰，有一种巧克力口味的包很受欢迎，在某些澳洲的面包店也销售咖啡口味的包。含有的香料都一样，只不过面包里添加的是巧克力碎而非黑加倫子。还有不含水果的、枣味的及焦糖口味的版本，以及巧克力口味和传统口味的迷你版面包。
捷克有一种类似的蛋糕/甜面包，在复活节食用，面包上也标着一个十字，叫“mazanec”。

## 十字符号
过去，面包上的十字是由油酥糕粉制成。现在一般是用普通面糊，也就是面粉加水。